# Material extraterrestre

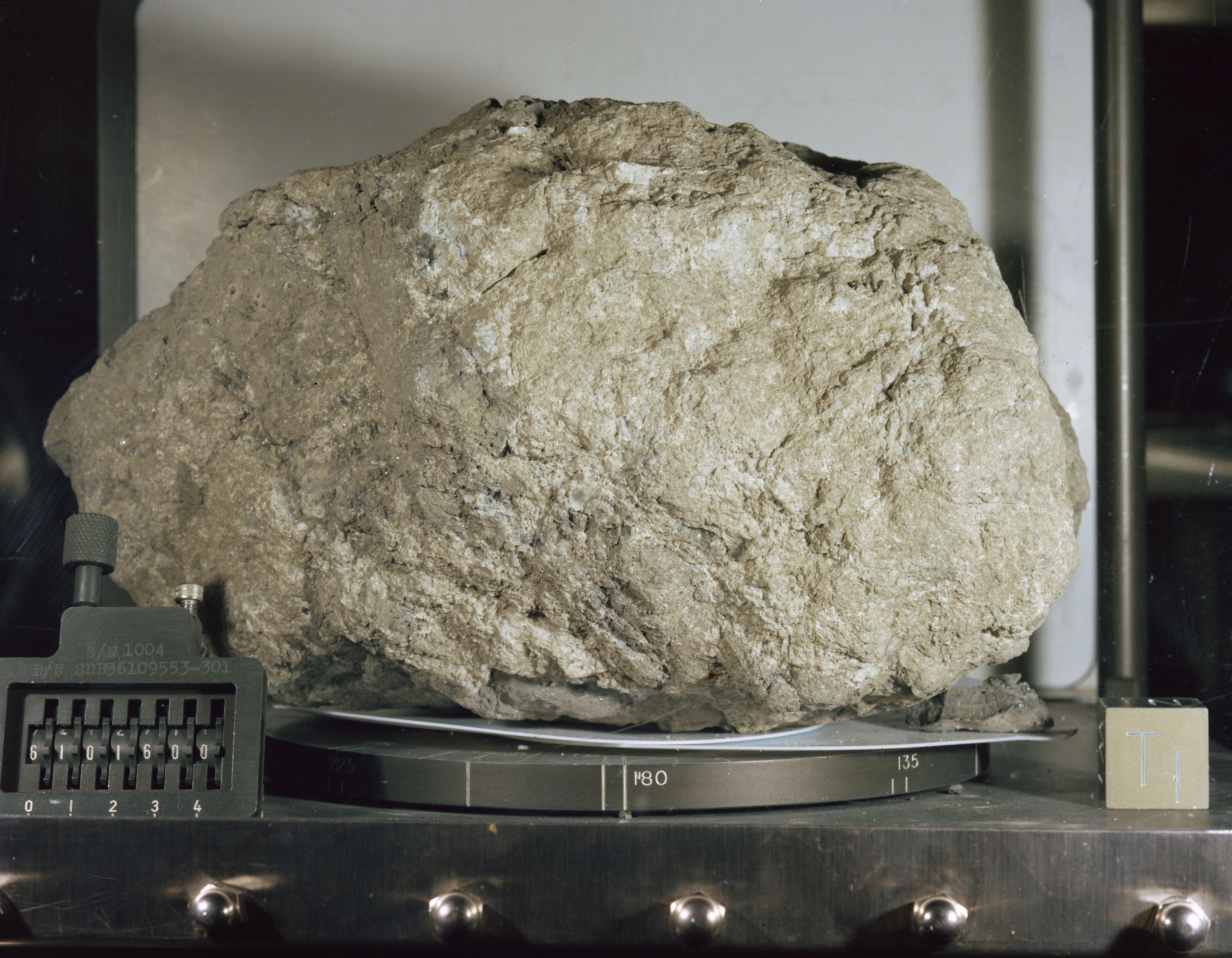
Muestra lunar 61016, mejor conocido como "Grande Muley".

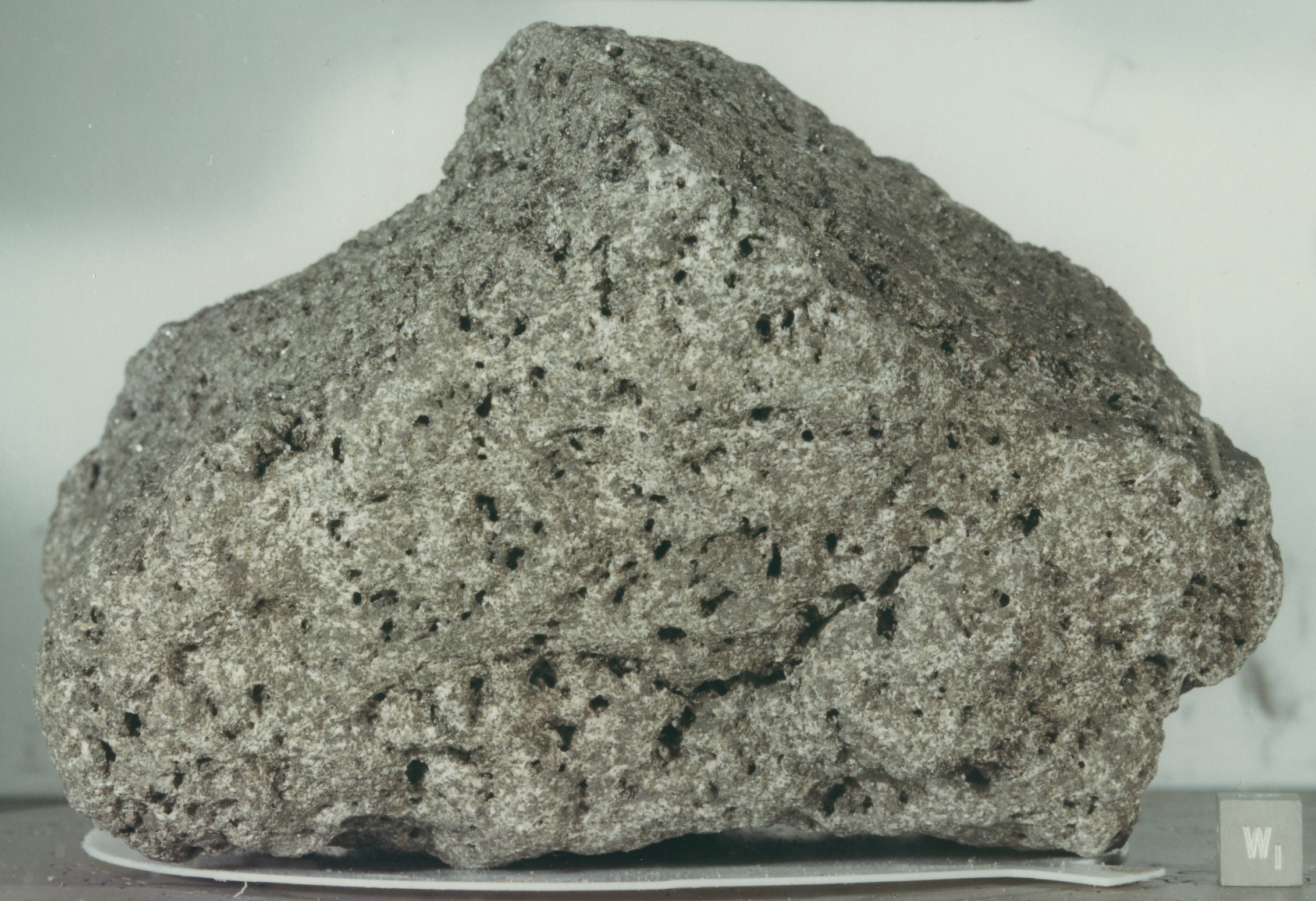
Basalto lunar 70017 regresado por Apolo 17

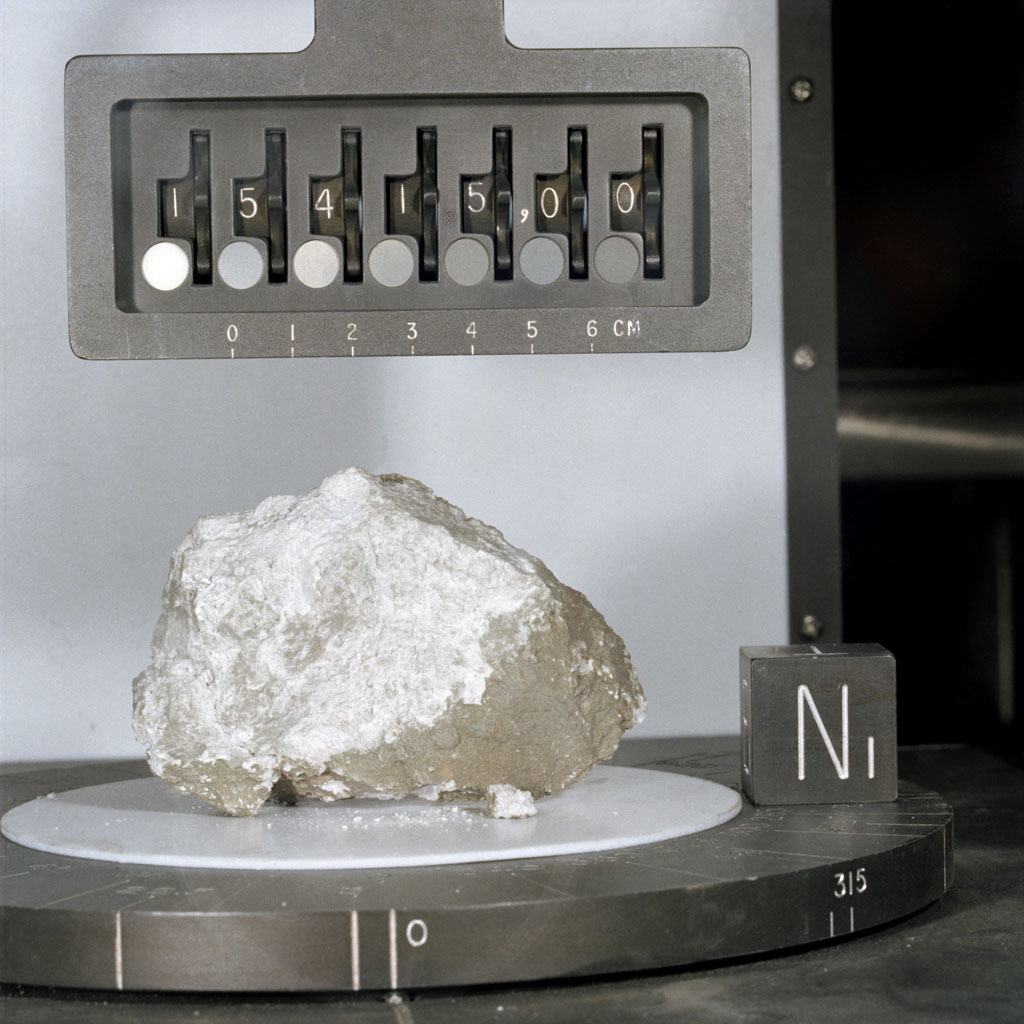
Muestra lunar 15415, también conocida como el "Roca del Génesis"

El material extraterrestre generalmente se refiere a objetos que ahora se encuentran en nuestro planeta y que se solidificaron antes de llegar a la Tierra. En octubre de 2011, los científicos informaron sobre una forma de material extraterrestre, el cual es el polvo cósmico, que contiene materia orgánica compleja ("sólidos orgánicos amorfos con una estructura mixta aromático-alifática") que las estrellas podrían crear de forma natural y rápida. La mayoría de los átomos en la Tierra provienen del polvo y el gas interestelar del cual se formaron el Sol y el Sistema Solar. En febrero de 2014, la NASA anunció una base de datos muy mejorada para el seguimiento de los hidrocarburos aromáticos policíclicos (HAP) en el universo. Según los científicos, más del 20% del carbono en el universo puede estar asociado con HAP, posibles materiales de partida para la formación de la vida. Los HAP parecen haberse formado poco después del Big Bang, están muy extendidos en todo el universo y están asociados con nuevas estrellas y exoplanetas.ciertamente ellos pueden utilizar ciertos elementos de la tabla periódica para su beneficio el cual  una teoría y pero concuerdan con la Tabla periódica , analizando los elementos como el (Db) ya que es un metal sólido  o el (LI) el cual puede ser útil en la elaboración de su nave ya que es elemento natural de la misma tierra en si y permite la creación de dicho vehículo extraterrestre, debido a  fotos tomadas ellos  se aprecia un brillo en el metal sólido en el vehículo ya que ligero pero en la atmósfera e viable para ellos en su transportacion aeroespacial.

## Categorías
Hasta la fecha, estos entran en un pequeño número de categorías amplias:
1. Meteoritos demasiado grande para vaporizar en la entrada atmosférica pero lo suficientemente pequeño para dejar fragmentos tirados en el suelo
2. Rocas lunares Traído a la Tierra por las misiones Apolo y Luna.
3. Micrometeoritos sin fundir típicamente de menos de 100 micrómetros de diámetro recolectados en la Tierra y en la estratosfera de la Tierra
4. Los especímenes que regresaron de misiones de recolección espaciales como la Instalación de exposición de larga duración (LDEF) de la NASA y la misión de devolución de muestras Stardust.

Un subconjunto menor pero notable de los materiales que conforman las colecciones anteriores también se solidificó fuera del Sistema Solar. A menudo se los denomina materiales interestelares, algunos de los cuales también son presolares, es decir, son anteriores a la formación del Sistema Solar.
Cada uno de estos tipos de material es tratado en otro lugar. Por lo tanto, esta entrada está aquí principalmente para considerar la relación entre los tipos de materiales extraterrestres en la Tierra, así como los tipos de material extraterrestre que nos gustaría ver más de cerca.

## Características especiales

### Estado de oxidación
Gracias al "romance" entre los átomos de carbono y oxígeno, que forman gases cuando se combinan, el material sólido en un sistema planetario dado probablemente depende de si las abundancias de carbono fueron mayores o menores que las del oxígeno. Lo que queda se convierte en sólidos. Había más oxígeno que carbono en el Sistema Solar, por lo que las superficies planetarias sólidas (así como los meteoritos primitivos) se componen en gran parte de óxidos como el SiO2 (silicatos, que dan como resultado planetas de silicato). Si lo contrario fuera cierto, los carburos podrían ser la forma dominante de "roca" (que resulta en planetas de carbono).
Los cuerpos planetarios más grandes en el Sistema Solar temprano estaban lo suficientemente calientes como para experimentar la fusión y la diferenciación, con elementos más pesados (como el níquel) encontrando su camino hacia el núcleo. Las rocas de silicato más ligeras presumiblemente flotan hacia la superficie. Por lo tanto, esto podría explicar por qué el hierro en la superficie de la Tierra se reduce en níquel, mientras que los meteoritos de hierro (desde el centro de un planetoide diferenciado) son ricos en níquel. Como no es un elemento formador de rocas muy activo, la mayor parte de nuestro níquel se encuentra en el núcleo de la Tierra. Una característica clave de los materiales extraterrestres, en comparación con los materiales terrestres naturales, es, por lo tanto, las proporciones de Ni / Fe por encima de varios porcentajes.
Otra consecuencia del oxígeno sobrante en el Sistema Solar temprano es el hecho de que los carburos presolares de sistemas estelares con relaciones más altas de C / O son más fáciles de reconocer en los meteoritos primitivos que los silicatos presolares. Por lo tanto, se descubrieron primero los granos de carbono presolar y de carburo.

### Abundancias elementales
Las abundancias elementales de hoy en día se superponen a un conjunto (galáctico) de abundancia elemental galáctica que fue heredado por el Sistema Solar, junto con algunos átomos de fuentes locales de nucleosíntesis, en el momento de la formación del Sol. El conocimiento de estas abundancias elementales del sistema planetario promedio sirve como una herramienta poderosa para rastrear los procesos químicos y físicos involucrados en la formación de planetas y la evolución de sus superficies. Esperando más sobre esto aquí cf. abundancia cósmica

### Efectos de impacto e irradiación.
La atmósfera del planeta Tierra y el campo magnético de la Tierra nos protegen del impacto y la irradiación de una amplia gama de objetos que vuelan en el espacio. Aquellos que conocen estos efectos a menudo pueden aprender mucho de ellos sobre la historia de los materiales extraterrestres.

#### Microcráteres y más
Los micrócratas, los "panqueques" y las "salpicaduras" se vieron por primera vez en la superficie de las rocas lunares y los granos del suelo. Nos hablan de la exposición directa de la superficie de un objeto al espacio en ausencia de una atmósfera. Estas estructuras son bastante diferentes a las características que se encuentran en la superficie de las rocas terrestres y el suelo. También se han identificado en los granos que se encuentran en los meteoritos y en los objetos hechos por el hombre expuestos al flujo de micrometeoritos en el espacio. [La cita necesitada]

#### Pistas de partículas nucleares.
E. C. H. Silk y R. S. Barnes informaron por primera vez los rastros de daños en la pista nuclear del paso de iones pesados en sólidos no conductores. Fleischer, Price y Walker establecieron su capacidad de grabado junto con muchas aplicaciones posteriores, comenzando con su trabajo en General Electric Laboratories en Schenectady, Nueva York.. Ver también detector de pista nuclear de estado sólido.
Las pistas de partículas nucleares posteriormente encontraron muchos usos en materiales extraterrestres, gracias tanto a la exposición de esos materiales a la radiación en el espacio, como a sus orígenes a veces antiguos. Estas aplicaciones incluyeron (i) determinar la exposición de las superficies minerales a las partículas de la llamarada solar del Sol, (ii) determinar el espectro de las energías de las partículas de la llamarada solar del Sol temprano, y (iii) el descubrimiento de pistas de fisión de isótopos extintos de Plutonio 244 en meteoritos primitivos.

#### Efectos de la espalación nuclear
Las partículas sujetas al bombardeo por partículas suficientemente energéticas, como las que se encuentran en los rayos cósmicos, también experimentan la transmutación de átomos de un tipo en otro. Estos efectos de espalación pueden alterar la composición isotópica de los oligoelementos de las muestras de manera que los investigadores en el laboratorio puedan identificar la naturaleza de su exposición en el espacio.
Estas técnicas se han utilizado, por ejemplo, para buscar (y determinar la fecha de) eventos en la historia previa a la Tierra del cuerpo padre de un meteorito (como una colisión importante) que alteró drásticamente la exposición espacial del material en ese meteorito. Por ejemplo, el meteorito Murchison aterrizó en Australia en 1967, pero su cuerpo padre aparentemente sufrió un evento de colisión hace unos 800,000 años que lo rompió en pedazos del tamaño de un metro.

### Abundancias isotópicas
La homogeneidad isotópica de nuestro planeta y el Sistema Solar proporciona una pizarra en blanco en la que se puede detectar el efecto de los procesos nucleares en la Tierra, en el Sistema Solar y en los objetos que vienen de fuera del Sistema Solar. Esperando más aquí, ver abundancia natural.

#### Gases nobles
Los gases nobles son particularmente interesantes desde una perspectiva isotópica, primero porque evitan las interacciones químicas, segundo porque muchos de ellos tienen más de un isótopo para llevar la firma de los procesos nucleares (el xenón tiene muchos) y, finalmente, porque son relativamente fáciles de manejar. Extracto de materiales sólidos mediante calentamiento simple. Como resultado, desempeñan un papel fundamental en el desarrollo del drama del estudio de materiales extraterrestres.
Algunas pistas para seguir avanzando se pueden encontrar en este libro y en este artículo.

#### La datación radiométrica en general
Las abundancias isotópicas proporcionan pistas importantes sobre la fecha de los eventos que permitieron que un material comenzara a acumular subproductos de descomposición gaseosa, o que permitieron que la radiación incidente comenzara a transmutar elementos. Debido a las fuertes radiaciones, las composiciones inusuales de inicio y los largos retrasos entre los eventos que a veces se experimentan, las técnicas de datación isotópica son de especial importancia en el estudio de materiales extraterrestres.
Hasta que se agregue más perspectiva aquí sobre la importancia de estas herramientas para la investigación de materiales extraterrestres, puede encontrar pistas de algunas estrategias que no se mencionan aquí en la datación radiométrica.

#### Otros estudios isotópicos
Las categorías de estudio mencionadas anteriormente son las aplicaciones isotópicas clásicas. Sin embargo, los materiales extraterrestres también contienen información sobre una amplia gama de otros procesos nucleares. Estos incluyen, por ejemplo: (i) la descomposición de los radionucleidos ahora extintos, como los subproductos de supernova introducidos en los materiales del Sistema Solar poco antes del colapso de nuestra nebulosa solar y (ii) los productos de la nucleosíntesis estelar y explosiva que se encuentran en forma casi sin diluir en Granos presolares. Estos últimos están proporcionando a los astrónomos información detallada sobre el estado de toda la tabla periódica en entornos exóticos dispersos en toda la Vía Láctea.